# 天てれドラマ
天てれドラマ（てんてれドラマ）は、『天才てれびくんMAX』におけるコーナードラマのシリーズ。

## 2005年度 - 2008年度
毎週「てれび戦士」の1人から3人が主人公となり、不思議な事件に巻き込まれてしまうという話。いずれも3話完結（「ぼくがぼくであること」のみ6話完結）で、5週に1度ある総集編週や長期総集編期間などに再放送される。2005年度から番組自体のアスペクト比は16:9になったが天てれドラマは一部の作品を除いて4:3で放送。
2005年度は月 - 水曜日のゲームコーナーの後、18時32分頃から放送されていた。2006年度は「新ユゲデール物語」開始に伴い隔週放送になる。放送時間は本放送偶数週の18時30分頃から。2007年度は更に枠が少なくなり本放送4週目（「おれたちのバード」は2週目）のみの放送となる。放送時間は18時32分頃から。2008年度は本放送3週目のみで、前年度と同じく4週に一度しか放送されない。曜日別コーナーと放送時間が入れ替わり18時45分頃の放送になった。
2006年度 - 2007年度の年度末総集編に、この年限りで卒業する戦士のドラマが放送された。

### 2005年度 放送作品
| サブタイトル                              | 脚本       | 主演てれび戦士                 | 助演てれび戦士 | 出演者 | 放送日         | 備考                                 |
| ----------------------------------------- | ---------- | ------------------------------ | -------------- | --- | -------------- | ------------------------------------ |
| 私のしっぽ!                               | 金杉弘子   | 飯田里穂                       | 木内江莉       | 松本豊一 佐野進也 堀田茂之 杉原貴幸 橋本昌子 筒美奈子（声）                                                                  | 2005年04月04日 |                                      |
| 私のしっぽ!                               | 金杉弘子   | 飯田里穂                       | 木内江莉       | 松本豊一 佐野進也 堀田茂之 杉原貴幸 橋本昌子 筒美奈子（声）                                                                  | 04月05日       |                                      |
| 私のしっぽ!                               | 金杉弘子   | 飯田里穂                       | 木内江莉       | 松本豊一 佐野進也 堀田茂之 杉原貴幸 橋本昌子 筒美奈子（声）                                                                  | 04月06日       |                                      |
| オイラと彼女とカプセルと                  | 亀田万寿夫 | 髙橋郁哉                       |                | 市川春樹 高木三四郎 飯沼誠司 インスタントジョンソン 岸哲生 岡本智憲 トクナガヒデカツ 淳朗 高田モンスター軍                   | 04月11日       |                                      |
| オイラと彼女とカプセルと                  | 亀田万寿夫 | 髙橋郁哉                       | 04月12日       | 市川春樹 高木三四郎 飯沼誠司 インスタントジョンソン 岸哲生 岡本智憲 トクナガヒデカツ 淳朗 高田モンスター軍                   |                |                                      |
| オイラと彼女とカプセルと                  | 亀田万寿夫 | 髙橋郁哉                       | 04月13日       | 市川春樹 高木三四郎 飯沼誠司 インスタントジョンソン 岸哲生 岡本智憲 トクナガヒデカツ 淳朗 高田モンスター軍                   |                |                                      |
| タワーをめざせ!                           | 長沢佳也   | 橋本甜歌                       |                | 杉本哲太 内田春菊 中尾ふみ 小林香萌                                                                                          | 04月18日       |                                      |
| タワーをめざせ!                           | 長沢佳也   | 橋本甜歌                       | 04月19日       | 杉本哲太 内田春菊 中尾ふみ 小林香萌                                                                                          |                |                                      |
| タワーをめざせ!                           | 長沢佳也   | 橋本甜歌                       | 04月20日       | 杉本哲太 内田春菊 中尾ふみ 小林香萌                                                                                          |                |                                      |
| 転校生は吸血鬼?                           | 亀田万寿夫 | 伊倉愛美                       | 笠原拓巳       | 平野くんじ 松原睦 久野みずき 水野めぐみ                                                                                      | 04月25日       |                                      |
| 転校生は吸血鬼?                           | 亀田万寿夫 | 伊倉愛美                       | 笠原拓巳       | 平野くんじ 松原睦 久野みずき 水野めぐみ                                                                                      | 04月26日       |                                      |
| 転校生は吸血鬼?                           | 亀田万寿夫 | 伊倉愛美                       | 笠原拓巳       | 平野くんじ 松原睦 久野みずき 水野めぐみ                                                                                      | 04月27日       |                                      |
| 少年刑事スイリくん おヒラメさまの謎を追え | 竹石聖悟   | 永島謙二郎                     |                | 大谷允保 ダンディ坂野 大河内浩 川俣しのぶ 安田望 谷野欧太 春山大輔 リッキー                                                  | 05月09日       |                                      |
| 少年刑事スイリくん おヒラメさまの謎を追え | 竹石聖悟   | 永島謙二郎                     | 05月10日       | 大谷允保 ダンディ坂野 大河内浩 川俣しのぶ 安田望 谷野欧太 春山大輔 リッキー                                                  |                |                                      |
| 少年刑事スイリくん おヒラメさまの謎を追え | 竹石聖悟   | 永島謙二郎                     | 05月11日       | 大谷允保 ダンディ坂野 大河内浩 川俣しのぶ 安田望 谷野欧太 春山大輔 リッキー                                                  |                |                                      |
| てるてる坊主と雨ボウヤ                    | 綾瀬麦彦   | ド・ランクザン望               |                | 後藤和雄 春田瑠里 大驛阿須実 坂本和音 佐藤恒治 ふせえり                                                                      | 05月16日       |                                      |
| てるてる坊主と雨ボウヤ                    | 綾瀬麦彦   | ド・ランクザン望               | 05月17日       | 後藤和雄 春田瑠里 大驛阿須実 坂本和音 佐藤恒治 ふせえり                                                                      |                |                                      |
| てるてる坊主と雨ボウヤ                    | 綾瀬麦彦   | ド・ランクザン望               | 05月18日       | 後藤和雄 春田瑠里 大驛阿須実 坂本和音 佐藤恒治 ふせえり                                                                      |                |                                      |
| 三日前のボクに…                           | 金杉弘子   | 洸太レイシー                   | 千秋レイシー   | 矢萩春菜 原章馬 大神丈虎 橋本遼 今川誠 村上和子 南井貴子 中澤花恋 押野憲嗣 堀田茂之 毛呂恭久                                 | 05月23日       |                                      |
| 三日前のボクに…                           | 金杉弘子   | 洸太レイシー                   | 千秋レイシー   | 矢萩春菜 原章馬 大神丈虎 橋本遼 今川誠 村上和子 南井貴子 中澤花恋 押野憲嗣 堀田茂之 毛呂恭久                                 | 05月24日       |                                      |
| 三日前のボクに…                           | 金杉弘子   | 洸太レイシー                   | 千秋レイシー   | 矢萩春菜 原章馬 大神丈虎 橋本遼 今川誠 村上和子 南井貴子 中澤花恋 押野憲嗣 堀田茂之 毛呂恭久                                 | 05月25日       |                                      |
| アイドルはやめられない?                   | 綾瀬麦彦   | 篠原愛実                       |                | メロン記念日 ルー大柴 赤澤奈美 丸山優子 T-ASADA                                                                              | 06月13日       |                                      |
| アイドルはやめられない?                   | 綾瀬麦彦   | 篠原愛実                       | 06月14日       | メロン記念日 ルー大柴 赤澤奈美 丸山優子 T-ASADA                                                                              |                |                                      |
| アイドルはやめられない?                   | 綾瀬麦彦   | 篠原愛実                       | 06月15日       | メロン記念日 ルー大柴 赤澤奈美 丸山優子 T-ASADA                                                                              |                |                                      |
| 不思議なフシギなしあわせクッキー          | 金杉弘子   | 村田ちひろ                     |                | 池田光咲 照井健仁 梅村拓未 河野智典 小林百合子 新島勝夫 北山雄二 蔵光功 青木朋子                                             | 06月20日       |                                      |
| 不思議なフシギなしあわせクッキー          | 金杉弘子   | 村田ちひろ                     | 06月21日       | 池田光咲 照井健仁 梅村拓未 河野智典 小林百合子 新島勝夫 北山雄二 蔵光功 青木朋子                                             |                |                                      |
| 不思議なフシギなしあわせクッキー          | 金杉弘子   | 村田ちひろ                     | 06月22日       | 池田光咲 照井健仁 梅村拓未 河野智典 小林百合子 新島勝夫 北山雄二 蔵光功 青木朋子                                             |                |                                      |
| となりのカブトムシ!?                      | 竹石聖悟   | 川﨑樹音                       |                | 赤星昇一郎 中島マリ 大河内浩 菅原あき 鈴木悠貴 池本京吾                                                                      | 06月27日       |                                      |
| となりのカブトムシ!?                      | 竹石聖悟   | 川﨑樹音                       | 06月28日       | 赤星昇一郎 中島マリ 大河内浩 菅原あき 鈴木悠貴 池本京吾                                                                      |                |                                      |
| となりのカブトムシ!?                      | 竹石聖悟   | 川﨑樹音                       | 06月29日       | 赤星昇一郎 中島マリ 大河内浩 菅原あき 鈴木悠貴 池本京吾                                                                      |                |                                      |
| 戦え!サイバーキッズ大作戦                 | 岡部淳也   | バーンズ勇気 近藤エマ 笠原拓巳 |                | 加藤英美里（声） 酒井敬幸（声） 町田政則 岡田謙一郎 山本修                                                                   | 07月04日       | 製作：ビルドアップ                   |
| 戦え!サイバーキッズ大作戦                 | 岡部淳也   | バーンズ勇気 近藤エマ 笠原拓巳 | 07月05日       | 加藤英美里（声） 酒井敬幸（声） 町田政則 岡田謙一郎 山本修                                                                   |                | 製作：ビルドアップ                   |
| 戦え!サイバーキッズ大作戦                 | 岡部淳也   | バーンズ勇気 近藤エマ 笠原拓巳 | 07月06日       | 加藤英美里（声） 酒井敬幸（声） 町田政則 岡田謙一郎 山本修                                                                   |                | 製作：ビルドアップ                   |
| サムネタ男とタコヤキ娘                    | 森         | 藤本七海                       |                | 伊藤陽佑 我修院達也 ハイキングウォーキング 小高麻友実 石川修司 猪熊裕介 間寛平 秋山恵 三和太 KUDO                            | 09月19日       | ゲスト出演：秋山恵、間寛平           |
| サムネタ男とタコヤキ娘                    | 森         | 藤本七海                       | 09月20日       | 伊藤陽佑 我修院達也 ハイキングウォーキング 小高麻友実 石川修司 猪熊裕介 間寛平 秋山恵 三和太 KUDO                            |                | ゲスト出演：秋山恵、間寛平           |
| サムネタ男とタコヤキ娘                    | 森         | 藤本七海                       | 09月21日       | 伊藤陽佑 我修院達也 ハイキングウォーキング 小高麻友実 石川修司 猪熊裕介 間寛平 秋山恵 三和太 KUDO                            |                | ゲスト出演：秋山恵、間寛平           |
| 網姫危機一髪!                             | 竹石聖悟   | 一木有海                       |                | 渡辺哲 森川由加里 有薗芳記 平塚真介 飯泉征貴 大川ひろし                                                                      | 09月26日       |                                      |
| 網姫危機一髪!                             | 竹石聖悟   | 一木有海                       | 09月27日       | 渡辺哲 森川由加里 有薗芳記 平塚真介 飯泉征貴 大川ひろし                                                                      |                |                                      |
| 網姫危機一髪!                             | 竹石聖悟   | 一木有海                       | 09月28日       | 渡辺哲 森川由加里 有薗芳記 平塚真介 飯泉征貴 大川ひろし                                                                      |                |                                      |
| ぼくがぼくであること                      | 金杉弘子   | 木村遼希                       |                | 小林万桜 八名信夫 三谷悦代 本郷弦 南川ある 千本松喜兵衛 群馬県中之条町のみなさん                                             | 010月10日      | 原作：山中恒                         |
| ぼくがぼくであること                      | 金杉弘子   | 木村遼希                       | 10月11日       | 小林万桜 八名信夫 三谷悦代 本郷弦 南川ある 千本松喜兵衛 群馬県中之条町のみなさん                                             |                | 原作：山中恒                         |
| ぼくがぼくであること                      | 金杉弘子   | 木村遼希                       | 10月12日       | 小林万桜 八名信夫 三谷悦代 本郷弦 南川ある 千本松喜兵衛 群馬県中之条町のみなさん                                             |                | 原作：山中恒                         |
| ぼくがぼくであること                      | 金杉弘子   | 木村遼希                       | 10月17日       | 小林万桜 八名信夫 三谷悦代 本郷弦 南川ある 千本松喜兵衛 群馬県中之条町のみなさん                                             |                | 原作：山中恒                         |
| ぼくがぼくであること                      | 金杉弘子   | 木村遼希                       | 10月18日       | 小林万桜 八名信夫 三谷悦代 本郷弦 南川ある 千本松喜兵衛 群馬県中之条町のみなさん                                             |                | 原作：山中恒                         |
| ぼくがぼくであること                      | 金杉弘子   | 木村遼希                       | 10月19日       | 小林万桜 八名信夫 三谷悦代 本郷弦 南川ある 千本松喜兵衛 群馬県中之条町のみなさん                                             |                | 原作：山中恒                         |
| 鏡の国から来たワタシ                      | 綾瀬麦彦   | 木内江莉                       |                | 白土直子 田村真依奈 高野瑞夏 辻彩加 中原世梨奈                                                                               | 12月05日       |                                      |
| 鏡の国から来たワタシ                      | 綾瀬麦彦   | 木内江莉                       | 12月06日       | 白土直子 田村真依奈 高野瑞夏 辻彩加 中原世梨奈                                                                               |                |                                      |
| 鏡の国から来たワタシ                      | 綾瀬麦彦   | 木内江莉                       | 12月07日       | 白土直子 田村真依奈 高野瑞夏 辻彩加 中原世梨奈                                                                               |                |                                      |
| 少年刑事スイリくん 事件だよ!全員集合      | 竹石聖悟   | 永島謙二郎                     |                | 石田太郎 石井洋祐 大谷允保 アンディ・スミス 村上新悟 立島里奈                                                                | 2006年01月09日 |                                      |
| 少年刑事スイリくん 事件だよ!全員集合      | 竹石聖悟   | 永島謙二郎                     | 01月10日       | 石田太郎 石井洋祐 大谷允保 アンディ・スミス 村上新悟 立島里奈                                                                |                |                                      |
| 少年刑事スイリくん 事件だよ!全員集合      | 竹石聖悟   | 永島謙二郎                     | 01月11日       | 石田太郎 石井洋祐 大谷允保 アンディ・スミス 村上新悟 立島里奈                                                                |                |                                      |
| 走れ!拓巳                                 | 金杉弘子   | 笠原拓巳                       |                | 八島莉香 日向滉一 江澤可南子 三澤玲香 高野健人 中野渡大士 神列カヨヒ 浅田和子 パラ小林 正田忠宏 伴美奈子 西村孝市郎 星野光代 | 01月16日       | てれび戦士以前の日向滉一がゲスト出演 |
| 走れ!拓巳                                 | 金杉弘子   | 笠原拓巳                       | 01月17日       | 八島莉香 日向滉一 江澤可南子 三澤玲香 高野健人 中野渡大士 神列カヨヒ 浅田和子 パラ小林 正田忠宏 伴美奈子 西村孝市郎 星野光代 |                | てれび戦士以前の日向滉一がゲスト出演 |
| 走れ!拓巳                                 | 金杉弘子   | 笠原拓巳                       | 01月18日       | 八島莉香 日向滉一 江澤可南子 三澤玲香 高野健人 中野渡大士 神列カヨヒ 浅田和子 パラ小林 正田忠宏 伴美奈子 西村孝市郎 星野光代 |                | てれび戦士以前の日向滉一がゲスト出演 |

### 2006年度 放送作品
| サブタイトル                          | 脚本       | 主演てれび戦士                   | 助演てれび戦士 | 出演者 | 放送日         | 備考                                            |
| ------------------------------------- | ---------- | -------------------------------- | -------------- | --- | -------------- | ----------------------------------------------- |
| ど根性タケノコ                        | 金杉弘子   | 橋本甜歌 大木梓彩                |                | 斉藤暁 法月康平 山口李菜 八奈見乗児（声） 高田敏江 茨城県大子町のみなさん                                                                        | 2006年04月10日 |                                                 |
| ど根性タケノコ                        | 金杉弘子   | 橋本甜歌 大木梓彩                | 04月11日       | 斉藤暁 法月康平 山口李菜 八奈見乗児（声） 高田敏江 茨城県大子町のみなさん                                                                        |                |                                                 |
| ど根性タケノコ                        | 金杉弘子   | 橋本甜歌 大木梓彩                | 04月12日       | 斉藤暁 法月康平 山口李菜 八奈見乗児（声） 高田敏江 茨城県大子町のみなさん                                                                        |                |                                                 |
| おむすびころりん地底人                | 綾瀬麦彦   | 一木有海 千葉一磨                |                | 野添義弘 岩永新悟 | 04月24日       |                                                 |
| おむすびころりん地底人                | 綾瀬麦彦   | 一木有海 千葉一磨                | 04月25日       | 野添義弘 岩永新悟 |                |                                                 |
| おむすびころりん地底人                | 綾瀬麦彦   | 一木有海 千葉一磨                | 04月26日       | 野添義弘 岩永新悟 |                |                                                 |
| 勇者と時の石?不思議なフシギな冒険物語 | 青島利幸   | 日向滉一                         |                | 小宮孝泰 福島まり子 長与梨加 水野めぐみ 宮沢秀忠 町田竜二 石原裕太 高畠優菜 有馬美佳子                                                           | 05月15日       |                                                 |
| 勇者と時の石?不思議なフシギな冒険物語 | 青島利幸   | 日向滉一                         | 05月16日       | 小宮孝泰 福島まり子 長与梨加 水野めぐみ 宮沢秀忠 町田竜二 石原裕太 高畠優菜 有馬美佳子                                                           |                |                                                 |
| 勇者と時の石?不思議なフシギな冒険物語 | 青島利幸   | 日向滉一                         | 05月17日       | 小宮孝泰 福島まり子 長与梨加 水野めぐみ 宮沢秀忠 町田竜二 石原裕太 高畠優菜 有馬美佳子                                                           |                |                                                 |
| パパがパンダ                          | 岡部淳也   | 川﨑樹音                         |                | 宮本正明 松谷由起子 守田比呂也 川俣しのぶ 永倉大輔                                                                                               | 05月29日       | 製作：ビルドアップ                              |
| パパがパンダ                          | 岡部淳也   | 川﨑樹音                         | 05月30日       | 宮本正明 松谷由起子 守田比呂也 川俣しのぶ 永倉大輔                                                                                               |                | 製作：ビルドアップ                              |
| パパがパンダ                          | 岡部淳也   | 川﨑樹音                         | 05月31日       | 宮本正明 松谷由起子 守田比呂也 川俣しのぶ 永倉大輔                                                                                               |                | 製作：ビルドアップ                              |
| 幸せの黄色いソウジキ                  | 大橋弘幸   | 洸太レイシー                     |                | 瀬尾智美 唐沢もえ 菊池雄亮 | 06月19日       |                                                 |
| 幸せの黄色いソウジキ                  | 大橋弘幸   | 洸太レイシー                     | 06月20日       | 瀬尾智美 唐沢もえ 菊池雄亮 |                |                                                 |
| 幸せの黄色いソウジキ                  | 大橋弘幸   | 洸太レイシー                     | 06月21日       | 瀬尾智美 唐沢もえ 菊池雄亮 |                |                                                 |
| ランプのオバちゃん                    | 竹石聖悟   | 伊倉愛美                         |                | 谷隼人 宮川一朗太 枝元萌 西山知佐 佐藤織恵 | 07月03日       |                                                 |
| ランプのオバちゃん                    | 竹石聖悟   | 伊倉愛美                         | 07月04日       | 谷隼人 宮川一朗太 枝元萌 西山知佐 佐藤織恵 |                |                                                 |
| ランプのオバちゃん                    | 竹石聖悟   | 伊倉愛美                         | 07月05日       | 谷隼人 宮川一朗太 枝元萌 西山知佐 佐藤織恵 |                |                                                 |
| きき耳カチューシャ                    | 大橋弘幸   | 細川藍                           |                | 丸山優子 岩澤晶範 小暮邦明 江上晶真 小池里奈 齋藤奈彩 八王子市のみなさん                                                                         | 09月11日       |                                                 |
| きき耳カチューシャ                    | 大橋弘幸   | 細川藍                           | 09月12日       | 丸山優子 岩澤晶範 小暮邦明 江上晶真 小池里奈 齋藤奈彩 八王子市のみなさん                                                                         |                |                                                 |
| きき耳カチューシャ                    | 大橋弘幸   | 細川藍                           | 09月13日       | 丸山優子 岩澤晶範 小暮邦明 江上晶真 小池里奈 齋藤奈彩 八王子市のみなさん                                                                         |                |                                                 |
| 3ニンジャー!                          | 竹石聖悟   | 木村遼希 藤田ライアン 加藤ジーナ |                | 大河内浩 正名僕蔵 田川惠理 大川剛志 春山大輔 加賀屋圭                                                                                            | 09月25日       |                                                 |
| 3ニンジャー!                          | 竹石聖悟   | 木村遼希 藤田ライアン 加藤ジーナ | 09月26日       | 大河内浩 正名僕蔵 田川惠理 大川剛志 春山大輔 加賀屋圭                                                                                            |                |                                                 |
| 3ニンジャー!                          | 竹石聖悟   | 木村遼希 藤田ライアン 加藤ジーナ | 09月27日       | 大河内浩 正名僕蔵 田川惠理 大川剛志 春山大輔 加賀屋圭                                                                                            |                |                                                 |
| ダッシュマン                          | 岡部淳也   | 髙橋郁哉                         |                | 綿貫未来月:ミッキー・カーチス 筒井真理子 水上竜士 小池達朗 加藤英美里（声） くじら（声） 石野竜三（声） 下山吉光（声） 坂口候一（声） 岡田謙一郎 | 10月16日       | 製作：ビルドアップ 挿入歌「ダッシュマンのうた」 |
| ダッシュマン                          | 岡部淳也   | 髙橋郁哉                         | 10月17日       | 綿貫未来月:ミッキー・カーチス 筒井真理子 水上竜士 小池達朗 加藤英美里（声） くじら（声） 石野竜三（声） 下山吉光（声） 坂口候一（声） 岡田謙一郎 |                | 製作：ビルドアップ 挿入歌「ダッシュマンのうた」 |
| ダッシュマン                          | 岡部淳也   | 髙橋郁哉                         | 10月18日       | 綿貫未来月:ミッキー・カーチス 筒井真理子 水上竜士 小池達朗 加藤英美里（声） くじら（声） 石野竜三（声） 下山吉光（声） 坂口候一（声） 岡田謙一郎 |                | 製作：ビルドアップ 挿入歌「ダッシュマンのうた」 |
| 梨生奈とリーナ                        | 亀田万寿夫 | 木内梨生奈                       |                | 福井貴子 藤本夏紗音 渡邊洋介 田中雄土 安田ゆきよ 徳蔵寺崇 木村知幸 平本閣 山田純                                                                 | 11月06日       |                                                 |
| 梨生奈とリーナ                        | 亀田万寿夫 | 木内梨生奈                       | 11月07日       | 福井貴子 藤本夏紗音 渡邊洋介 田中雄土 安田ゆきよ 徳蔵寺崇 木村知幸 平本閣 山田純                                                                 |                |                                                 |
| 梨生奈とリーナ                        | 亀田万寿夫 | 木内梨生奈                       | 11月08日       | 福井貴子 藤本夏紗音 渡邊洋介 田中雄土 安田ゆきよ 徳蔵寺崇 木村知幸 平本閣 山田純                                                                 |                |                                                 |
| 拝啓イチョウ様                        | 大橋弘幸   | 篠原愛実                         |                | 柳田衣里佳 柳川慶子 栗林綾子 つくば市のみなさん                                                                                                  | 11月20日       |                                                 |
| 拝啓イチョウ様                        | 大橋弘幸   | 篠原愛実                         | 11月21日       | 柳田衣里佳 柳川慶子 栗林綾子 つくば市のみなさん                                                                                                  |                |                                                 |
| 拝啓イチョウ様                        | 大橋弘幸   | 篠原愛実                         | 11月22日       | 柳田衣里佳 柳川慶子 栗林綾子 つくば市のみなさん                                                                                                  |                |                                                 |
| 宇宙からのオッチャンX                 | 竹石聖悟   | 藤本七海 千秋レイシー            |                | 小倉一郎 松崎謙二 斉藤巴美 和泉ちぬ | 12月04日       |                                                 |
| 宇宙からのオッチャンX                 | 竹石聖悟   | 藤本七海 千秋レイシー            | 12月05日       | 小倉一郎 松崎謙二 斉藤巴美 和泉ちぬ |                |                                                 |
| 宇宙からのオッチャンX                 | 竹石聖悟   | 藤本七海 千秋レイシー            | 12月06日       | 小倉一郎 松崎謙二 斉藤巴美 和泉ちぬ |                |                                                 |
| 夢見るビリー                          | 竹石聖悟   | 木内江莉 永島謙二郎              |                | 山口勝平（声） 大至伸行 中島マリ 青木夕夏 ぶん太                                                                                                 | 2007年01月29日 |                                                 |
| 夢見るビリー                          | 竹石聖悟   | 木内江莉 永島謙二郎              | 01月30日       | 山口勝平（声） 大至伸行 中島マリ 青木夕夏 ぶん太                                                                                                 |                |                                                 |
| 夢見るビリー                          | 竹石聖悟   | 木内江莉 永島謙二郎              | 01月31日       | 山口勝平（声） 大至伸行 中島マリ 青木夕夏 ぶん太                                                                                                 |                |                                                 |

### 2007年度 放送作品
| サブタイトル                          | 脚本     | 主演てれび戦士                   | 助演てれび戦士    | 出演者                                                                                                   | 放送日         | 備考                                  |
| ------------------------------------- | -------- | -------------------------------- | ----------------- | --- | -------------- | ------------------------------------- |
| 本のくにの王子様!?                    | 小林浩司 | 一木有海 小関裕太                |                   | 川俣しのぶ 川本貴則 倉光聖 リナ・マルティン 小田純也 小島遊園地 けいたろう 横山ぜうす                    | 2007年04月23日 | 2017年11月25日にお願い!編集長で再放送 |
| 本のくにの王子様!?                    | 小林浩司 | 一木有海 小関裕太                | 04月24日          | 川俣しのぶ 川本貴則 倉光聖 リナ・マルティン 小田純也 小島遊園地 けいたろう 横山ぜうす                    |                | 2017年11月25日にお願い!編集長で再放送 |
| 本のくにの王子様!?                    | 小林浩司 | 一木有海 小関裕太                | 04月25日          | 川俣しのぶ 川本貴則 倉光聖 リナ・マルティン 小田純也 小島遊園地 けいたろう 横山ぜうす                    |                | 2017年11月25日にお願い!編集長で再放送 |
| 巻き戻しライトにご用心!?              | 大橋弘幸 | 木内梨生奈 藤田ライアン          |                   | 佐藤正宏 矢原加奈子 中島菜穂 井之脇海 つくば市のみなさん                                                 | 05月28日       | 2017年11月25日にお願い!編集長で再放送 |
| 巻き戻しライトにご用心!?              | 大橋弘幸 | 木内梨生奈 藤田ライアン          | 05月29日          | 佐藤正宏 矢原加奈子 中島菜穂 井之脇海 つくば市のみなさん                                                 |                | 2017年11月25日にお願い!編集長で再放送 |
| 巻き戻しライトにご用心!?              | 大橋弘幸 | 木内梨生奈 藤田ライアン          | 05月30日          | 佐藤正宏 矢原加奈子 中島菜穂 井之脇海 つくば市のみなさん                                                 |                | 2017年11月25日にお願い!編集長で再放送 |
| 河童と出会ったその日から              | 竹石聖悟 | 細川藍                           |                   | ダンディ坂野 ぶっちゃあ うちの陽子 渡邉幸代 林統一 有薗芳記 高木三四郎 瀬木一将 片方隆介                 | 07月02日       |                                       |
| 河童と出会ったその日から              | 竹石聖悟 | 細川藍                           | 07月03日          | ダンディ坂野 ぶっちゃあ うちの陽子 渡邉幸代 林統一 有薗芳記 高木三四郎 瀬木一将 片方隆介                 |                |                                       |
| 河童と出会ったその日から              | 竹石聖悟 | 細川藍                           | 07月04日          | ダンディ坂野 ぶっちゃあ うちの陽子 渡邉幸代 林統一 有薗芳記 高木三四郎 瀬木一将 片方隆介                 |                |                                       |
| おねがい!こけボックル                 | 大橋弘幸 | 藤井千帆 笠原拓巳 千葉一磨       |                   | 星野亜門 菊池知子 山田信子 小林正樹 今川怜奈 関川遥万 高橋愛羅 つくば市のみなさん                        | 09月24日       |                                       |
| おねがい!こけボックル                 | 大橋弘幸 | 藤井千帆 笠原拓巳 千葉一磨       | 09月25日          | 星野亜門 菊池知子 山田信子 小林正樹 今川怜奈 関川遥万 高橋愛羅 つくば市のみなさん                        |                |                                       |
| おねがい!こけボックル                 | 大橋弘幸 | 藤井千帆 笠原拓巳 千葉一磨       | 09月26日          | 星野亜門 菊池知子 山田信子 小林正樹 今川怜奈 関川遥万 高橋愛羅 つくば市のみなさん                        |                |                                       |
| エリーの黒電話                        | 金杉弘子 | 渡邊エリー 渡邉聖斗 松尾瑠璃     | 吉野翔太 丸山瀬南 | 原田文明 森崎よしえ サトーヒデキ 春山大輔 新保広恵 菊地仁 伊藤美幸 山浦栄 山口節子 村松浩 江戸松徹       | 11月05日       |                                       |
| エリーの黒電話                        | 金杉弘子 | 渡邊エリー 渡邉聖斗 松尾瑠璃     | 吉野翔太 丸山瀬南 | 原田文明 森崎よしえ サトーヒデキ 春山大輔 新保広恵 菊地仁 伊藤美幸 山浦栄 山口節子 村松浩 江戸松徹       | 11月06日       |                                       |
| エリーの黒電話                        | 金杉弘子 | 渡邊エリー 渡邉聖斗 松尾瑠璃     | 吉野翔太 丸山瀬南 | 原田文明 森崎よしえ サトーヒデキ 春山大輔 新保広恵 菊地仁 伊藤美幸 山浦栄 山口節子 村松浩 江戸松徹       | 11月07日       |                                       |
| キューティー探偵団?洋館の秘密をさぐれ | 大橋弘幸 | 長谷川あかり 川﨑樹音 鍋本帆乃香 |                   | 松田昂大 藤崎敦也 隈部舞 松原直樹 河合博行 人形劇団ひとみ座 つくば市のみなさん                           | 12月03日       |                                       |
| キューティー探偵団?洋館の秘密をさぐれ | 大橋弘幸 | 長谷川あかり 川﨑樹音 鍋本帆乃香 | 12月04日          | 松田昂大 藤崎敦也 隈部舞 松原直樹 河合博行 人形劇団ひとみ座 つくば市のみなさん                           |                |                                       |
| キューティー探偵団?洋館の秘密をさぐれ | 大橋弘幸 | 長谷川あかり 川﨑樹音 鍋本帆乃香 | 12月05日          | 松田昂大 藤崎敦也 隈部舞 松原直樹 河合博行 人形劇団ひとみ座 つくば市のみなさん                           |                |                                       |
| 月曜日が来ない                        | 金杉弘子 | 細田羅夢                         | 荒木次元 丸山瀬南 | 永野典勝 安永亜季 中山玲 小田純也 原寛 枝元萌 菅谷藍子 久保歌菜 ひめの美琴 うちの陽子 二気筒祐一郎 MIRAI | 2008年01月28日 |                                       |
| 月曜日が来ない                        | 金杉弘子 | 細田羅夢                         | 荒木次元 丸山瀬南 | 永野典勝 安永亜季 中山玲 小田純也 原寛 枝元萌 菅谷藍子 久保歌菜 ひめの美琴 うちの陽子 二気筒祐一郎 MIRAI | 01月29日       |                                       |
| 月曜日が来ない                        | 金杉弘子 | 細田羅夢                         | 荒木次元 丸山瀬南 | 永野典勝 安永亜季 中山玲 小田純也 原寛 枝元萌 菅谷藍子 久保歌菜 ひめの美琴 うちの陽子 二気筒祐一郎 MIRAI | 01月30日       |                                       |
| おれたちのバード                      | 大橋弘幸 | 木村遼希 千秋レイシー            |                   | 吉原あおい 常総市のみなさん                                                                              | 02月18日       |                                       |
| おれたちのバード                      | 大橋弘幸 | 木村遼希 千秋レイシー            | 02月19日          | 吉原あおい 常総市のみなさん                                                                              |                |                                       |
| おれたちのバード                      | 大橋弘幸 | 木村遼希 千秋レイシー            | 02月20日          | 吉原あおい 常総市のみなさん                                                                              |                |                                       |

### 2008年度 放送作品
| サブタイトル         | 脚本              | 主演てれび戦士                                             | 助演てれび戦士  | 出演者                                                                                                 | 放送日         | 備考 |
| -------------------- | ----------------- | ---------------------------------------------------------- | --------------- | --- | -------------- | ---- |
| 魔法の黄色いスパイク | 鈴木竹志          | 千葉一磨 川﨑樹音                                          |                 | 藤本喜久子 深澤大河 小山修 古郡正輝 田村勇馬 宮川卓也 鈴木駿介 MIRAI 小林きな子 中山友貴 轟祥希 管大輝 | 2008年04月14日 |      |
| 魔法の黄色いスパイク | 鈴木竹志          | 千葉一磨 川﨑樹音                                          | 04月15日        | 藤本喜久子 深澤大河 小山修 古郡正輝 田村勇馬 宮川卓也 鈴木駿介 MIRAI 小林きな子 中山友貴 轟祥希 管大輝 |                |      |
| 魔法の黄色いスパイク | 鈴木竹志          | 千葉一磨 川﨑樹音                                          | 04月16日        | 藤本喜久子 深澤大河 小山修 古郡正輝 田村勇馬 宮川卓也 鈴木駿介 MIRAI 小林きな子 中山友貴 轟祥希 管大輝 |                |      |
| じいちゃんの蓄音器   | 大橋弘幸          | メロディー・チューバック 丸山瀬南 ミッチェル・ベンジャミン |                 | 丸山優子 福島靖天 田上ひろし 岩澤晶範 白倉裕二 つくば市のみなさん                                      | 05月19日       |      |
| じいちゃんの蓄音器   | 大橋弘幸          | メロディー・チューバック 丸山瀬南 ミッチェル・ベンジャミン | 05月20日        | 丸山優子 福島靖天 田上ひろし 岩澤晶範 白倉裕二 つくば市のみなさん                                      |                |      |
| じいちゃんの蓄音器   | 大橋弘幸          | メロディー・チューバック 丸山瀬南 ミッチェル・ベンジャミン | 05月21日        | 丸山優子 福島靖天 田上ひろし 岩澤晶範 白倉裕二 つくば市のみなさん                                      |                |      |
| 予報チャンネル       | 金杉弘子          | 藤井千帆 長谷川あかり                                      |                 | ひらがせいご 幸野善之 西山知佐 細川学 国文良太 佐藤和也 青木魁 MIRAI 菅原あき 名取稚菜 兼斯嘉 堤坂拓弥 | 06月23日       |      |
| 予報チャンネル       | 金杉弘子          | 藤井千帆 長谷川あかり                                      | 06月24日        | ひらがせいご 幸野善之 西山知佐 細川学 国文良太 佐藤和也 青木魁 MIRAI 菅原あき 名取稚菜 兼斯嘉 堤坂拓弥 |                |      |
| 予報チャンネル       | 金杉弘子          | 藤井千帆 長谷川あかり                                      | 06月25日        | ひらがせいご 幸野善之 西山知佐 細川学 国文良太 佐藤和也 青木魁 MIRAI 菅原あき 名取稚菜 兼斯嘉 堤坂拓弥 |                |      |
| 夏、とんがり山で     | 鈴木竹志          | 渡邉聖斗 鍋本帆乃香 木村遼                                 |                 | 篠田薫 枝元萌 朝倉伸二 北嶋夕里佳                                                                      | 09月15日       |      |
| 夏、とんがり山で     | 鈴木竹志          | 渡邉聖斗 鍋本帆乃香 木村遼                                 | 09月16日        | 篠田薫 枝元萌 朝倉伸二 北嶋夕里佳                                                                      |                |      |
| 夏、とんがり山で     | 鈴木竹志          | 渡邉聖斗 鍋本帆乃香 木村遼                                 | 09月17日        | 篠田薫 枝元萌 朝倉伸二 北嶋夕里佳                                                                      |                |      |
| ミラクルボイス       | 豊島圭介 吉田浩太 | 重本ことり                                                 | 荒木次元 水本凜 | 余貴美子 市川しんぺー 佐藤真弓                                                                         | 10月20日       |      |
| ミラクルボイス       | 豊島圭介 吉田浩太 | 重本ことり                                                 | 荒木次元 水本凜 | 余貴美子 市川しんぺー 佐藤真弓                                                                         | 10月21日       |      |
| ミラクルボイス       | 豊島圭介 吉田浩太 | 重本ことり                                                 | 荒木次元 水本凜 | 余貴美子 市川しんぺー 佐藤真弓                                                                         | 10月22日       |      |

### 作品の繋がり
ドラマの中には他のドラマのネタが入ってくることがある。
| 作品名                                | 他作品のネタ |
| ------------------------------------- | --- |
| となりのカブトムシ                    | テレビに映るニュースで「少年刑事スイリくん〜おヒラメさまの謎を追え」の話題                                         |
| 網姫危機一髪!                         | テレビに映るドラマが「となりのカブトムシ」 ※本放送時の次の週は再放送週でこの「となりのカブトムシ」が再放送された。 |
| 少年刑事スイリくん〜事件だよ!全員集合 | テレビに映っているのが「網姫危機一髪!」                                                                            |
| ランプのオバちゃん                    | テレビ番組で「ど根性タケノコ」が登場する。                                                                         |
| 3ニンジャー!                          | 黒服の男がノートパソコンで「ランプのオバちゃん」を観賞している。                                                   |
| 宇宙からのオッちゃんX                 | 新聞記事に「少年刑事スイリくん」と「3ニンジャー!」の話題が載っている。                                             |
| 河童と出会ったその日から              | 藍の部屋に「ど根性タケノコ」の人形が置いてある。                                                                   |
| 月曜日が来ない                        | 次元が見ているテレビに「エリーの黒電話」が映っている。                                                             |
| 魔法の黄色いスパイク                  | 一磨の部屋にサッカーボールを口にくわえた「ど根性タケノコ」の人形が置いてある。                                     |
| 予報チャンネル                        | 合唱祭の曲が『ラズベリーパンチ♪』 あかりの部屋に「ど根性タケノコ」の人形が置いてある。                             |

なお上の作品10本は小林浩司演出（『ラズベリーパンチ♪』も同氏）、「ど根性タケノコ」「エリーの黒電話」「月曜日が来ない」「予報チャンネル」は金杉弘子脚本、それ以外は竹石聖悟脚本の作品である。
「サムネタ男とタコヤキ娘」に、前年度レギュラー人物として出演した秋山恵がゲスト出演した際、助演のサムオ（演：伊藤陽佑）が彼女を知らず七海に「天てれ見てないやろ」と前年度とのリンク要素を入れたこともあった。
また他にも、「戦え!サイバーキッズ大作戦」では紙フトタッチダウンのBGMが部屋に流れていたり、「じいちゃんの蓄音器」で出演者が『勇気は時を超える』を聞いていたりと別コーナーの要素が入ることもある。

### 関連商品
書籍
2007年3月、2005年度 - 2006年度の作品から数編がポプラ社より小説化。小説版オリジナルの部分もあるらしい。なお、この本は2007年度の最初のドラマ「本のくにの王子様!?」内に小道具として登場した。
括弧内は収録された作品。
- 天てれドラマ傑作集1（ど根性タケノコ・不思議なフシギなしあわせクッキー）ISBN 978-4-591-09648-2

著者：ひろのみずえ・金杉弘子、挿絵：みずなともみ
- 天てれドラマ傑作集2（ランプのオバちゃん・3日前のボクに…）ISBN 978-4-591-09649-9

著者：ひろのみずえ・藤咲あゆな、挿絵：みずなともみ
- 天てれドラマ傑作集3（網姫危機一髪!・幸せの黄色いソウジキ）ISBN 978-4-591-09650-5

著者：竹石聖悟・藤咲あゆな、挿絵：みずなともみ

## ミラクルシャッター
2009年度1学期の月曜日に放送された「天てれドラマ」。全11回。5話から8話にはホラー映画監督の清水崇が演出を担当している。

### あらすじ
菜々香の誕生日に、サプライズパーティをしようとする次元たち。次元は菜々香の写真を撮ってやろうと意気込んでいたが、本番前にカメラを壊してしまった。どうにかしようと外に出た次元は、なにやら怪しい路上販売のおじさんに出会う。そしてそこで変わったカメラを購入するが、そのカメラは過去が撮影できるもので…。
前半6話はカメラを使って次元達が人助けをしていく様子を明るく描いた。後半は過去を知ることの悪影響やカメラによって友情に罅が入っていく様子をシリアスに描いていく。

### 用語解説
ミラクルシャッター
年数をセットすると、過去の撮影場所の様子が撮れるカメラ。世界中の珍品・高級品を路上販売していた店で、次元が300円で購入したもの。ちなみに撮影できる時代には制限があり、30年前以上の過去は撮ることができない。ちなみに未来も撮影は不可能である。これは30年前の100億円事件を解決する目的で作られたためである。開発者は研究者の手島博士。最終回で次元たちの手によって壊された。
また、次元たちはこの名前でいわゆる『何でも屋』を開業。このカメラを人助けに活用する。カメラを壊したのと同時に、この店は閉店した。
スナックかくれが
トミー富岡が経営しているスナック。しかし、現在は休業中である。かつては別の者が経営していて、トミーは売れる前、この店に来てよく歌っていた。次元たち4人組はここを秘密基地にしている。
未解決事件解明総合研究所（MJK）
表向きは未解決の事件を解決する目的で建てられた研究所だが、本当の顔は30年前の「100億円事件」を再現した悪の組織。所長の黒谷誠治、副所長の黄山直人は、100億円事件の解決をすると嘘をつき、研究者の手島にミラクルシャッターの開発を頼んだ。そして手島を裏切り、彼を実行犯に仕立て上げた。

### ドラマ内で登場したトミー富岡の歌
これらの曲以外にも、タイトルのない曲がいくつかある。ここでは、タイトルの付いた曲のみ列挙する。
大人のかくれんぼ
第2話で登場。
はつこい
第3話で登場。
リーダーリーダー
曲調はどう聞いてもリンダリンダ。第4話で登場。
気配り
第5話で登場。
カッコ良くなりてぇ
第5話で登場。
ユリが咲き…
トミー富岡がサキにプロポーズするために作った曲。サキの死後、トミーは毎年彼女の命日に墓の前でこの曲を捧げている。第6話で登場。
癒し・癒され　共倒れ（・にはハートマークが入る）
第8話で登場。
誰もこない…
第9話で登場。

### 登場人物

#### レギュラー出演者
- 次元（演：荒木次元）

主人公兼語り手。語尾があいまいな口調で話す。菜々香に好意を抱いている模様。鋭い推理力も持っている。第4話より、ミラクルシャッターのリーダーに任命される。最終回で、思い切って菜々香に告白した。
- 菜々香（演：脇菜々香）

次元の幼馴染。面倒見のよい、相撲好きな女の子。第8話でみどりの策略により次元と仲違いしてしまう。第9話で仲直りしようと持ちかけた次元に呼び出され、スナックかくれがに行ったところ、黒谷、木山にさらわれ、MJKの倉庫に監禁されたが、倉庫に現れた手島に助けられる。そして手島からMJKの裏の顔を聞かされた。
- ダンク（演：齊藤稜駿）

次元の幼馴染。名前の通りバスケ好きで、ややナルシスト。性格は極めてガキ大将。親指で鼻の下をこするのが癖。なお、「ゴルフBOY」にて、彼と思われるキャラクターが登場している。
- キョウジュ（演：伊藤元太）

次元の幼馴染。「そこがポイント!」が口癖。彼がこの言葉を発したときに間違っていた事は過去に5回しかないらしい。時折KYな発言が目立つ。第7話で、ある誤解からかくれがに来なくなってしまった。その後、MJKに研究員として入るが、偶然MJKの本当の目的を知ってしまう。
- トミー富岡（演：中村まこと）

次元の叔父さんで、通称トミーおじさん。4人組の保護者的立場で、助言を与えることもある。昔は歌手だった。しかし、フィアンセのサキの死後、歌手をやめた。

#### サブ出演者・ゲスト出演者
- 路上販売のおじさん（演：森田ガンツ）

第1話に登場。世界中の珍品・高級品を売っていると言う見るからに怪しい男。次元に『ミラクルシャッター』を300円で売ったが、ミラクルシャッターは彼の物ではなく、手島がこれを持って黒谷と黄山から逃げる途中に彼の商品の中に紛れ込ませたものである。
- かおり（演：平田真優香）

第3話に登場。菜々香の親友。引っ越してしまった憧れの先輩とのツーショット写真が欲しくて次元たちに依頼してきた、あがり症で行動も消極的な女の子。しかし、後に両想いだったことが判明し、思い切って告白したところ結ばれた模様。
- 遼（演：木村遼）、成吾（演：上妻成吾）

第4話に登場。2人でサッカーをしていたところ、誤って他人の家の植木鉢を割ってしまい、どちらが蹴ったボールのせいかをはっきりさせるために依頼してくる。結局は2人同時に蹴っていたことが判明。2人で喧嘩する前に、植木鉢の持ち主に謝るべきだったのではないかと次元に諭され、仲直りする。
- 佐藤英樹（演：大平崚也）

第5話に登場。昔はバスケットボールが弱く、ぱっとしない性格だったが、怪我を機に血のにじむような努力をして強くなり、女の子にももてるようになり、ダンクにバスケットボールで勝った。その後、再びダンクに勝負を頼まれるが、この勝負の結果はドラマ内では描かれなかった。
- 西ひろみ（演：大浜直樹）

第6話に登場。「どくだみミュージック」代表取締役社長。25年前は、「ダンディ西」の名で、トミーのコンサートの前座をやっていた。トミーに「ユリが咲き…」を売ってくれとしつこく頼んでいる。
- サキ（演：杉本有美）

第6話に登場（回想シーン）。トミーのフィアンセ。かつてスナックかくれがで働いていた。しかし、トミーがプロポーズしようとした日、コンサートに行く途中で車に轢かれ亡くなってしまった。
- ヘドロックス（演：LIVES）

第6話に登場。トミー富岡の後輩。2008年度の天てれドラマ「ミラクルボイス」にも登場していた。
- みどり（演：美咲奈緒）

第8話に登場。次元と仲良くなろうと思い、ミラクルシャッターのメンバーを仲違いさせた。
- 黒谷誠治（演：田中卓志（アンガールズ））、黄山直人（演：山根良顕（アンガールズ））

第9話-第11話に登場。黒谷はMJKの所長、黄山はMJKの副所長。100億円事件を再現し、手島を犯人に仕立て上げたが、最終的には次元たちに捕まえられてしまった。
- 手島博士（演：モト冬樹）

第10話・第11話に登場。ミラクルシャッターの開発者。この道具を黒谷と黄山に100億円事件の解決に協力するために開発したが騙されて、事件の犯人に仕立て上げられてしまった。しかし、最終回の次元たちの活躍に助けられ、お礼としてミラクルシャッターを彼らに渡した。

### 放映リスト
| 話数 | 演出     | 脚本              | 放送日         | サブ出演者・ゲスト出演者                                                  | 備考 |
| ---- | -------- | ----------------- | -------------- | ------------------------------------------------------------------------- | ---- |
| 1    | 豊島圭介 | 吉田浩太          | 2009年04月06日 | 森田ガンツ                                                                |      |
| 2    | 豊島圭介 | 吉田浩太          | 04月13日       | 竹森ゆい 星れいら 鮎川せと                                                |      |
| 3    | 豊島圭介 | 吉田浩太 小山正博 | 04月20日       | 平田真優香 山田玲央                                                       |      |
| 4    | 豊島圭介 | 吉田浩太          | 05月4日        | 木村遼 上妻成吾 なちゅ 小林正樹 山田ルイ53世（髭男爵） ひぐち君（髭男爵） |      |
| 5    | 清水崇   | 吉田浩太          | 05月11日       | 大平崚也                                                                  |      |
| 6    | 清水崇   | 吉田浩太 青木克紀 | 05月18日       | 大浜直樹 杉本有美 LIVES                                                   |      |
| 7    | 清水崇   | 吉田浩太          | 05月25日       |                                                                           |      |
| 8    | 清水崇   | 吉田浩太          | 06月08日       | 美咲奈緒                                                                  |      |
| 9    | 大郷永雄 | 吉田浩太          | 06月15日       | 田中卓志（アンガールズ） 山根良顕（アンガールズ）                         |      |
| 10   | 大郷永雄 | 吉田浩太          | 06月22日       | 田中卓志（アンガールズ） 山根良顕（アンガールズ） モト冬樹                |      |
| 11   | 大郷永雄 | 吉田浩太          | 06月29日       | 田中卓志（アンガールズ） 山根良顕（アンガールズ） モト冬樹                |      |

## ゴルフBOY
2009年度2学期の月曜日に放送されていた「天てれドラマ」。全10話。

### あらすじ
2年前、ノエルはゴルフ大会で一磨に負けてから父親を恨み、ゴルフを辞めてしまう。
現在、行きつけの青木ゴルフには向かうものの幼馴染の千帆とその弟遼がゴルフをするのを眺めているだけで、ダンスの練習に打ち込む日々を送っていた。
そんなある日、聖夜が所属するダンスチームの公演が決まり報告しに青木ゴルフに向かうと、そこには一磨とその取り巻きの姿が…。

### 登場人物
- 武田ノエル（演：武田聖夜）

主人公。2年前のゴルフ大会で一磨に負けて以来、ゴルフに未練を残しながらもダンスに熱中していた。しかし、一磨達が青木ゴルフを乗っ取ろうとしていることを知り、青木ゴルフを守るために再びゴルフを始める。たまに独特な言葉遣いで喋る。ゴルフ大会予選は3位通過。ゴルフ大会本選は2位に終わるが一磨と互いによきライバルだと認め合い、数年後のゴルフ世界大会で一磨と勝負をする。その時には千帆と結ばれている模様。
- 千葉一磨（演：千葉一磨）

2年前のゴルフ大会でのノエルの対戦相手。『ゴルフは科学』という考えを持つ、完璧主義者。その上、実力が自分より下の者は見下す嫌味な性格で、かなりの悪役な立ち位置である。怪我に絆創膏を貼ってくれた千帆に恋心を抱く。ゴルフ大会予選は1位通過。ゴルフ大会本選は1位で優勝したが青木ゴルフを乗っ取らず、ノエルと互いによきライバルだと認め合い、数年後のゴルフ世界大会でノエルと勝負をする。その時には千帆の事は諦めてる模様。
- 藤井千帆（演：藤井千帆）

ノエルの幼稚園からの幼馴染。ノエル親子の仲には誰よりも気にかけている。一磨に告白されたが本人はノエルが好き。ゴルフ大会予選は7位通過。数年後のゴルフ世界大会の時にはノエルと結ばれている模様。
- 藤井遼（演：木村遼）

千帆の弟。ゴルフ大会予選は9位通過。
- ノエルの父（演：見栄晴）

2年前のゴルフ大会以来、ノエルとは口も聞かない険悪な仲が続いている。ノエル達と一磨が全国ジュニアゴルフ大会で対決することが決まってからは、千帆と遼のコーチを担当する。ノエルとは本選の決勝戦の前日に親子仲は修復され、和解した。
- 猿田（演：増本庄一郎）

かなり怪しい見た目だが、伝説の元プロゴルファー。以前は一磨の所属するゴルフ場でコーチをしていたが、そこの方針を嫌い辞職。その後、ノエルのゴルフへの集中力を偶然目の当たりにし、全国ジュニアゴルフ大会に出場を決めた彼のコーチを買って出る。
- 一磨のコーチ（演：村井克行）

完璧主義者で、一磨には人一倍厳しい。古びてはいるが、立地条件のいい青木ゴルフを乗っ取ろうと企んでいる。
- ダンスチームメンバー（演：笠原拓巳、齊藤稜駿、渡辺青來）

ゴルフに未練を残しているノエルに気づき、彼が本当にダンスがしたいのかと指摘する。
- かないおばあちゃん（演：藤堂悠紀子）

青木ゴルフの管理人。
- 一磨の取り巻き（演：濱田龍司、徳岡温朗）

### 放映リスト
| 話数 | 演出     | 脚本     | 放送日         | ゲスト出演者        | 備考 |
| ---- | -------- | -------- | -------------- | ------------------- | ---- |
| 1    | 吉田浩太 | 田中智章 | 2009年09月14日 |                     |      |
| 2    | 吉田浩太 | 田中智章 | 09月21日       |                     |      |
| 3    | 吉田浩太 | 田中智章 | 10月05日       |                     |      |
| 4    | 吉田浩太 | 田中智章 | 10月12日       |                     |      |
| 5    | 青木勝紀 | 田中智章 | 10月19日       |                     |      |
| 6    | 大郷永雄 | 田中智章 | 10月26日       | 若松由莉 麻野ゆう平 |      |
| 7    | 桑島憲司 | 田中智章 | 11月09日       |                     |      |
| 8    | 大郷永雄 | 田中智章 | 11月16日       | 鈴木ひかる          |      |
| 9    | 大郷永雄 | 田中智章 | 11月23日       | 鈴木ひかる          |      |
| 10   | 大郷永雄 | 田中智章 | 11月30日       | 鈴木ひかる 戸張捷   |      |

### スタッフ
- ゴルフ監修：廣瀬剛司

## よみきりっ!
2009年度3学期の月曜日に放送されていた「天てれドラマ」。1話完結式で毎回出演者が変わる。

### 概要
とある町の、とある雑貨屋。そこに結末の無いマンガがあるという。

### 放映リスト
| 話数 | サブタイトル 指導                         | 放送日        | 出演てれび戦士                                                       | 出演者                    | 漫画     |
| --- | ----------------------------------------- | ------------- | -------------------------------------------------------------------- | ------------------------- | -------- |
| 第1話 | コワい館                                  | 2010年1月18日 | 鍋本帆乃香 白坂奈々 伊藤元太 上妻成吾 鈴木美知代                     | 田中要次 星野晶子         | 平松淳   |
| とある雑貨屋で成吾が見つけた「コワい館」というマンガには話が途中までしか描かれていなかった。そして帆乃香、元太、成吾、奈々は何の前触れも無く本の世界に吸い込まれる。4人はもとの世界に戻れず、仕方なく館の中を探索することに。 少年少女(鍋本、白坂、伊藤、上妻)は、薄暗い館で、少女(鈴木)とじゃが芋の顔をした男と出会う。                    |                                           |               |                                                                      |                           |          |
| 第2話 | のうない会議                              | 1月25日       | 鈴木純一朗 渡辺青來 藤井千帆 水本凜 荒木次元 齊藤稜駿                | 石塚義之                  | 玉川雄大 |
| とある雑貨屋で純一郎は苦手な青來を見かける。純一郎は青來に見つかる前にその場を離れようとするが、誤ってごみ箱を倒してしまい結局見つかってしまう。そしてごみ箱から出てきたマンガを開いた2人は、本の世界に吸い込まれてしまった。 少女(渡辺)の事が好きな少年(鈴木)の脳内で、少女に告白する為の会議が行われる。                                  |                                           |               |                                                                      |                           |          |
| 第3話 | スイーツ探偵の事件簿 小松崎梨恵（お菓子） | 2月8日        | 鎮西寿々歌 長谷川あかり 長江崚行 平田真優香 メロディー・チューバック | 佐野夏芽                  | 野田だり |
| とある雑貨屋で崚行にチョコを渡せないあかりを応援する寿々歌。その時崚行は結末のないマンガを見つける。そこに声をかけた寿々歌は崚行、あかりと共に本の中に吸い込まれてしまう。 探偵学校で、少女(長谷川)がバレンタイン用に持ってきたチョコレートが紛失した。平田は生徒会長を目指す学友、チューバックは食いしん坊の学友役。                       |                                           |               |                                                                      |                           |          |
| 第4話 | マックスメン 川本直弘（アクション）       | 2月15日       | 笠原拓巳 加藤ジーナ 中村あやの                                       | 江原正士（声） 宮地真緒   | 栗原陽平 |
| とある雑貨屋で拓巳と、彼に思いをよせるあやのとジーナは結末のないマンガに吸い込まれてしまう。 本の中で3人は世界征服をたくらむネオエチゴヤから対抗する3人のヒーロー、マックスメンになって日本の平和を守ることとなる。 正義の味方･マックスメン（レッド･たくみ役…笠原、ピンク･ジーナ役…加藤、イエロー･あやの役…中村）が、指令を受けて悪と戦う。 |                                           |               |                                                                      |                           |          |
| 第5話 | 君のもとへ                                | 2月22日       | 木村遼                                                               | 小川ティナ 江原正士（声） | 萩野理恵 |
| とある雑貨屋で遼はスペースシャトルの模型を売りに来ていた。遼は宇宙飛行士を夢見ているが、その夢をあきらめていた。模型の鑑定を待つ間、結末のないマンガを見つけた彼は本の中に吸い込まれてしまった。本の中で遼はいつもの公園、いつもの並木道で一人の女の子と出会う。                                                                            |                                           |               |                                                                      |                           |          |

### スタッフ
- ナレーション：江原正士
- 脚本：加藤淳也
- 演出：大郷永雄
- VFX：鹿角剛司
- 特殊造形：西村喜廣
- 音響効果：塚田大
- CG制作：小室泰樹、改裕行
- タイトル制作：丹羽直樹
- 制作統括：大石淳

## 忍者スピリット
2010年度1学期の火曜日に放送された「天てれドラマ」。全6話。

### あらすじ
かつて、富と力を得る鳳凰石の力で一国一城の主にまでなった金子家と、金子家を代々守る忍くれない一族があった。しかし、鳳凰石の力を巡って争いが絶えなかったことから金子家はその力を封じた。
鳳凰石の力が封印から解ける現代、くれない一族のリン・リョウは金子家の末裔凜太朗を守るために立ち上がる。

### 登場人物
暮内リン（演：水本凜）
主人公。くれない一族の末裔で子孫。印を結ぶことで忍者服になることができる。
明るく快活で抜けている一面もあるが凜太朗を守る気持ちは強い。美的センスに多少の難あり。
暮内リョウ（演：三井理陽）
リンの弟。くれない一族の末裔で子孫。リンと同じく印を結ぶことで忍者服になる。
知性的で真面目。それゆえか美羽には弱い。
金子凜太朗（演：金子凜太朗）
金子家の末裔に当たる少年。鳳凰石を身につけているが本人はお守りのつもり。そのため正体不明の忍者に襲われることがたびたびある。性格はのんびりマイペースかつ天然ボケ気味。
最後はあすみに操られて石を目覚めさせる寸前まで行くが、目を覚ました美羽の声かけもあって言い終わる前に目覚め、石を消滅させた。
リンとリョウの忍者姿を見てしまうが2人のために「知らない」と言いはり、逆に美羽を連れてリンとリョウと同じ道場に入る。
暮内美羽（演：松岡美羽）
絵画教室で凜太朗と知り合った少女。リョウ曰く「清楚かつ可憐」。服装はお嬢様っぽく可愛らしい。
凜太朗が忍者に襲われる前にいなくなることが多いが。第3話でリンとリョウの忍者姿を見てしまう。
その正体は凛太朗の鳳凰石を狙う忍者の一味であすみの妹。ずっとリンとリョウを監視していた。
最後はあすみに騙された事を知って目を覚まし、凛太朗に声をかけて石を目覚めさせないようにし、凛太朗と共にリンとリョウと同じ道場に入り(後ろめたさからか隠し回転扉の後に隠れていたが)、リン達の仲間になる。
からくり人形（演：椋木ホセマルティン）
あすみの仲間。リンとリョウによって倒された。弱点は頭のネジ。笑う時に「ニィー」と言う。
暮内あすみ（演：谷桃子）
美羽の姉。凛太朗の鳳凰石を狙う忍者の一味の黒幕。実はリンやリョウと同様、暮内一族の末裔でふたりの姉弟子で、リンと同じかんざしの術を使う。
最終的には凛太朗を操り、石を目覚める寸前まで言ったものの、目を覚ました美羽により凛太朗が目を覚まして石を消滅させられ、終わりを迎えた。
天雲斎（演：松崎しげる）
リンとリョウの父親。くれない一族の現長。リンとリョウに鳳凰石の秘密を教えた。話が長く同じ事を繰り返しがちで、リンやリョウにも呆れられている(リンに至っては正座のまま寝ている)。

### 放映リスト
| 放送回 | 放送日         | 脚本         |
| ------ | -------------- | ------------ |
| 1      | 2010年03月30日 | アサダアツシ |
| 2      | 04月06日       | アサダアツシ |
| 3      | 04月13日       | アサダアツシ |
| 4      | 04月20日       | アサダアツシ |
| 5      | 05月04日       | アサダアツシ |
| 6      | 05月11日       | アサダアツシ |

## 幽霊ホテルへいらっしゃい
2010年5月18日 - 2010年6月29日の「お芝居コーナー」枠で放送されたドラマ。

### あらすじ
就活生のアンナが入社を希望したホテルは、ナナカたち幽霊が働く幽霊ホテルだった。アンナは仕方なくそのホテルで働くことになった。

### 登場人物
一宮アンナ（いちのみや アンナ） - 木島杏奈
主人公。大学生。就職初日に大遅刻するなどドジな性格。
ナナカトリーヌ - 脇菜々香
ホテルのオーナーの幽霊。怒りっぽい性格。
ヤーベ - 矢部昌暉
ホテルの従業員の幽霊。前髪を下して素顔を隠している。内気な性格で物陰に隠れることが多い。お笑い芸人を目指していた。
ラーナ - 風戸蘭七
ホテルの従業員の幽霊。メイド服を着ている。明るい性格で「元気いっぱい、笑顔いっぱいのラーナです！よろピコなのーラ！」と挨拶するのがお約束。手品師を目指していた。
2010年度夏イベント『ホセ王国の不思議な弓矢〜くしゃみ姫を救え!〜』では彼女そっくりなキャラクターが登場する。
地獄の大魔王（じごくのだいまおう） - 岡田結実
正体は詐欺師コンビ「ザ・激安セール」のブイ。地獄の大魔王の上半身だった。
演じた岡田が腕を骨折した影響で、第2話と第3話は包帯を巻いて登場した。

### 放映リスト
| 話数 | 放送回 | サブタイトル                                      | 放送日         | 脚本         | ゲスト |
| ---- | ------ | ------------------------------------------------- | -------------- | ------------ | --- |
| 1    | 第1話  | げげっ!!就職先が幽霊ホテル？                      | 2010年05月18日 | アサダアツシ | |
| 2    | 第2話  | 幽霊ホテル再建プロジェクト始動!!                  | 05月25日       | アサダアツシ | プリシラ（演：田代ひかり） |
| 3    | 第3話  | ラーナの奇跡?!地獄界No.1マジシャン登場!!          | 06月08日       | アサダアツシ | Mr.ホ・セロ（演：椋木ホセマルティン） ダイアナ（演：斎藤安里奈ダイアナ）                                                                         |
| 4    | 第4話  | 地獄界一のお笑い芸人がやってきた!!                | 06月15日       | アサダアツシ | カネリン（演：金子凜太朗） カネリンのママ（演：水本凜）                                                                                          |
| 5    | 第5話  | ナナカトリーヌのライバル現る!!そして、アンナが…?! | 06月22日       | アサダアツシ | エステール（演：寺田朱里エステル） スズタン（演：鎮西寿々歌） リョウチン（演：三井理陽）                                                         |
| 6    | 第6話  | さよなら、愛しの幽霊ホテル…アンナの新しい道!?     | 06月29日       | アサダアツシ | アンナの母（演：白坂奈々） アンナの妹（演：松岡美羽、上原陸） アンナの弟（演：浅野優惟、小川向陽） アンナの祖父（演：伊藤元太） ゴリ（演：ゴリ） |

## いとしのスシガール〜SUSHI girl my love〜
2010年度2学期の火曜日に放送された「天てれドラマ」。全6話。

### あらすじ
鮨屋の孫なのに鮨が嫌いな翔は、ある日、魚を無駄にしたという事で、魚の神に出会う。魚の神は｢たたり｣として、｢お前の1番好きな物と嫌いな物を交換してやる｣と言う。次の日翔が学校へ行くと幼馴染の蘭七の首元に魚の鱗の様な物が付いている事に気付く。魚の神が言う｢お前が1番好きな物｣というのは蘭七の事だったらしい。翔は、蘭七を魚にしないために、奮闘する。

### 登場人物
翔（演：野村翔）
主人公。寿司屋の孫なのにトラウマから魚嫌い。翔が幼いころに事故で母親(演：佐々木梓)は死亡。自分の好きな物をなかなか見つけられない。蘭七が魚の呪いを受けても蘭七が好きだと認めきれず、優奈に好意を抱いた振りをしたりもしたが、結果的には蘭七と付き合う。
蘭七（演：風戸蘭七）
翔と幼なじみ。いつも翔の家の店を手伝っている。翔とは喧嘩するほど仲がいい。魚の呪いをかけられたが、本人は最後まで気づいていなかった。
昌輝（演：矢部昌暉）
翔の友達。蘭七の事が好きだが「3番目に好き（1番はげん）」と振られた。その後は図書委員の朱里にアプローチするなど、惚れやすい部分がある模様。
崚行（演：長江崚行）
翔の友達。優奈を狙っている。目玉焼きが上手い(本人談)。
當山優奈（演：當山優奈）
翔たちのクラスメート。眼鏡っ娘優等生。崚行に好意を抱かれ、一時期は翔にも好意を抱かれていた。料理上手。
寺田朱里エステル(演：寺田朱里エステル)
クラスメートかは明かされていないが図書委員。翔と蘭七の行動から怒ると怖いと思われる。昌暉が蘭七に振られた後、昌暉から図書室でアプローチを受けている。
魚の神（演：岡田結実）
いたる所で翔の前に現れる。掌サイズ。口癖は｢ギョギョッ｣、｢若いのぉ～｣。蘭七に魚の呪いをかけ、解除方法も伝えた。げんとは古い付き合いのような話ぶりである。
げん（演：草薙良一）
翔の祖父。鮨職人。魚の神が何故か見えており、古い付き合いのような話ぶりをする。

### 放映リスト
| 話数 | 放送回 | 放送日         | 脚本         |
| ---- | ------ | -------------- | ------------ |
| 1    | 第1貫  | 2010年09月07日 | さわだみきお |
| 2    | 第2貫  | 09月14日       | さわだみきお |
| 3    | 第3貫  | 09月21日       | さわだみきお |
| 4    | 第4貫  | 10月06日       | さわだみきお |
| 5    | 第5貫  | 10月12日       | さわだみきお |
| 6    | 第6貫  | 10月19日       | さわだみきお |

## こちら上原リク探偵事務所
2010年10月26日 - 2010年11月30日の「天てれミステリー劇場」枠で放送されたドラマ。過去に天てれドラマで放送した「ミステリーの館」「魔界探偵」のように事件を別室でモニタリングし解決していくスタイルでドラマが進行していく。

### あらすじ
探偵事務所の名探偵上原リクは、大家の駒根地貞子の周りに起こる事件を解決する名探偵だった。しかし事件を本当に解決しているのはリクの部屋で暮らしているネズミ、インコ、カメレオンと迷いネコの4匹だった。

### 登場人物
上原リク（演：上原陸）
探偵事務所の名探偵。事件の時以外はベットで昼寝していることがほとんど。部屋で動物が暮らしていることは全く知らない。
駒根地貞子（演：脇菜々香）
事務所の大家さん。関西弁でそそっかしい性格。身の回りで事件が起こるとリクを起こし、事件を解決しないと部屋を追い出すと釘を刺す。第4話では行方不明になる。
ネズミ（演：長江崚行）
リクのベットの下で暮らしているネズミ。ネコが苦手。あわてんぼな性格。
インコ（演：斎藤安里奈ダイアナ）
リクのベットの下で暮らしている黄色いインコ。
カメレオン（演：矢部昌暉）
リクのベットの下で暮らしているカメレオン。体を変色させることができ、これを利用して事件メモを持ち出すなどで活躍する。
ネコ（演：風戸蘭七）
第1話でリクの部屋に迷い込んだネコ。もともとは女の人に飼われていたペットだったが、捨てられてしまう。第2話以降はネズミたちと一緒にリクの部屋で暮らしているようで、事件解決に協力している。4匹の中で最も頭が冴えており、指揮を取ることが多い。
駒根地ナナカ（演：脇菜々香）
貞子の娘。バレエを習っている。母に似てそそっかしい性格。

### 放映リスト
| 話数 | サブタイトル         | 放送日         | 脚本         |
| ---- | -------------------- | -------------- | ------------ |
| 1    | なぞの足跡           | 2010年10月26日 | さわだみきお |
| 2    | なぞの銃声・前編     | 11月09日       | さわだみきお |
| 3    | なぞの銃声・後編     | 11月16日       | さわだみきお |
| 4    | 消えた大家さん・前編 | 11月23日       | さわだみきお |
| 5    | 消えた大家さん・後編 | 11月30日       | さわだみきお |

## 平成桃太郎裁判
2011年1月10日 - 2011年2月21日の「天てれ8分劇場」枠で放送されたドラマ。
あらすじ

登場人物
- 被告人・桃太郎（演：鎮西寿々歌）
- 弁護人（演：齊藤稜駿）
- 検察官（演：脇菜々香）
- 原告・鬼丸（演：野村翔）
- 鬼丸の妻・鬼恵（演：當山優奈）
- 裁判長（演：白坂奈々）
- 裁判員1・主婦（演：水本凜）
- 裁判員2・ショップ店員（演：松岡美羽）
- 裁判員3・教師（演：三井理陽）

放映リスト
| 放送回             | 放送日         | 脚本         | ゲスト                                                                   |
| ------------------ | -------------- | ------------ | ------------------------------------------------------------------------ |
| 初公判             | 2011年01月10日 | アサダアツシ | 裁判員4・タレント（演：長江崚行）                                        |
| 第二回公判         | 01月17日       | アサダアツシ | 裁判員4・タレント（演：長江崚行） 証人・サル（演：小川向陽）             |
| 第三回公判         | 01月24日       | アサダアツシ | 証人・おじいさん（演：金子凜太朗） 証人・おばあさん（演：木島杏奈）      |
| 第四回公判         | 02月07日       | アサダアツシ | 裁判員4・作家（演：風戸蘭七） 証人・女子大生（演：斎藤安里奈ダイアナ）   |
| 第五回公判         | 02月14日       | アサダアツシ | 裁判員4・作家（演：風戸蘭七） 証人・桃太郎の母（演：藤井千帆）           |
| 第六回公判＜結審＞ | 02月21日       | アサダアツシ | 裁判員4・作家（演：風戸蘭七） 鬼丸の息子・鬼平（演：椋木ホセマルティン） |

番外編
2011年2月17日に番外編「木生アバター裁判」と題して、『ウキウキ木曜!』とのコラボ企画を放送した。
登場人物
- 弁護人・みっポン - 長友光弘
- 検察官 - 脇菜々香
- 裁判長 - 白坂奈々
- 判長補佐・鬼恵 - 當山優奈
- 裁判員
  - 猿 - 小川向陽
  - 桃太郎 - 鎮西寿々歌
  - タレント - 木下優樹菜
  - 教師 - 三井理陽
  - チアリーダー - 岡田結実

- 再現VTR出演
  - 風戸蘭七
  - 斎藤安里奈ダイアナ